# Kevinn Pinkney
Kevinn Lamar Pinkney (nacido el 20 de octubre de 1983 en Colton, California) es un exjugador de baloncesto estadounidense que con 2,10 metros de estatura jugaba en la posición de ala-pívot. 

## Trayectoria deportiva

### Universidad
Jugó durante cuatro temporadas con los Wolf Pack de la Universidad de Nevada en Reno, en las que promedió 8,3 puntos y 5,7 rebotes por partido. En su última temporada fue incluido en el segundo mejor quinteto de la Western Athletic Conference.

### Profesional
Tras no ser elegido en el Draft de la NBA de 2005, fichó por el Stade Clermontois francés, donde jugó una temporada en la que promedió 6,2 puntos y 4,5 rebotes por partido. Al año siguiente fichó por el Turów Zgorzelec de la liga polaca, donde completó una temporada en la que promedió 12,2 puntos y 6,1 rebotes por partido.
En 2006 regresó a su país para jugar en los Bakersfield Jam de la NBA D-League, donde jugó una temporada en la que fue incluido en el segundo mejor quinteto de la liga, tras promediar 18,6 puntos y 7,2 rebotes por encuentro. Esa buena actuación le hizo firmar mediada la competición por diez días con los Boston Celtics de la NBA, con los que disputó seis partidos en los que promedió 5,2 puntos y 2,5 rebotes.
En 2007 se marchó a jugar a la liga italiana, haciéndolo una temporada con el Pallacanestro Biella y otra con el Pallacanestro Cantù, promediando 12,8 puntos y 7,1 rebotes en la primera y 14,2 y 7,2 en la segunda.
En 2009 fichó por el Hapoel Jerusalem de la liga israelí, donde jugó una temporada en la que promedió 9,0 puntos y 4,3 rebotes por partido, y al año siguiente firmó con el Union Olimpija de Eslovenia, donde promedió 10,7 puntos y 3,5 rebotes por partido en la Euroleague, y con los que consiguió ganar la Copa de Eslovenia de 2011.
Tras un breve paso por el Enisey Krasnoyarsk ruso, en 2011 fichó por el Aliağa Petkim de la liga turca, donde disputó 13 partidos en los que promedió 8,6 puntos y 4,1 rebotes. Ese verano jugó con los Atléticos de San Germán de la liga de Puerto Rico, con los que promedió 10,7 puntos y 7,2 rebotes por partido.
En 2013 regresó al Pallacanestro Biella, con los que disputó 11 partidos en los que promedió 20,0 puntos y 8,2 rebotes, jugando posteriormente de nuevo en Turquía, en China, y finalmente en Emiratos Árabes.
En 2018 fichó por Boca Juniors de la Liga Argentina.

## Estadísticas de su carrera en la NBA

### Temporada regular
| Temporada | Edad | Equipo         | Liga | Pos. | P | TIT | MIN  | TC  | TCA | %TC  | 3P  | 3PA | %3P  | 2P  | 2PA | %2P  | TL  | TLA | %TL  | R.OF. | R.DEF. | REB | ASIS | ROB | TAP | PER | FP  | PTS |
| 2006-07   | 22   | Boston Celtics | NBA  | PF   | 6 | 0   | 16.7 | 2.0 | 4.5 | .444 | 0.2 | 0.3 | .500 | 1.8 | 4.2 | .440 | 1.0 | 1.5 | .667 | 1.2   | 1.3    | 2.5 | 0.8  | 0.5 | 0.5 | 0.7 | 2.0 | 5.2 |
| Total     |      |                | NBA  |      | 6 | 0   | 16.7 | 2.0 | 4.5 | .444 | 0.2 | 0.3 | .500 | 1.8 | 4.2 | .440 | 1.0 | 1.5 | .667 | 1.2   | 1.3    | 2.5 | 0.8  | 0.5 | 0.5 | 0.7 | 2.0 | 5.2 |